# Los Teules (José Clemente Orozco)
Los Teules (1947) es una serie pictórica, que incluye pinturas y dibujos, del artista mexicano José Clemente Orozco.

## Historia
En 1947, El Colegio Nacional, comisionó al artista, para crear una serie pictórica basada en la obra del cronista Bernal Díaz del Castillo, Historia verdadera de la Conquista de la Nueva España; Orozco la intituló Los Teules.
La serie está compuesta por 60 piezas que muestran la atrocidad del sitio de Tenochtitlán y la brutalidad del encuentro entre dos culturas con dos visiones del mundo ajenas e incompatibles.
La palabra teúl viene del náhuatl teotl que significa dioses, acepción que refirió a los españoles como los "dioses malos".

## Exposiciones
- Los Teules - Exposición en El Colegio Nacional (1947).
- Orozco y los Teules, 1947 - Exposición en el Museo de Arte Carrillo Gil (2017).[10]
- Orozco y los Teules, 1947 - Exposición en el Centro de las Arte de Monterrey (2018)[11][9]

## Galería

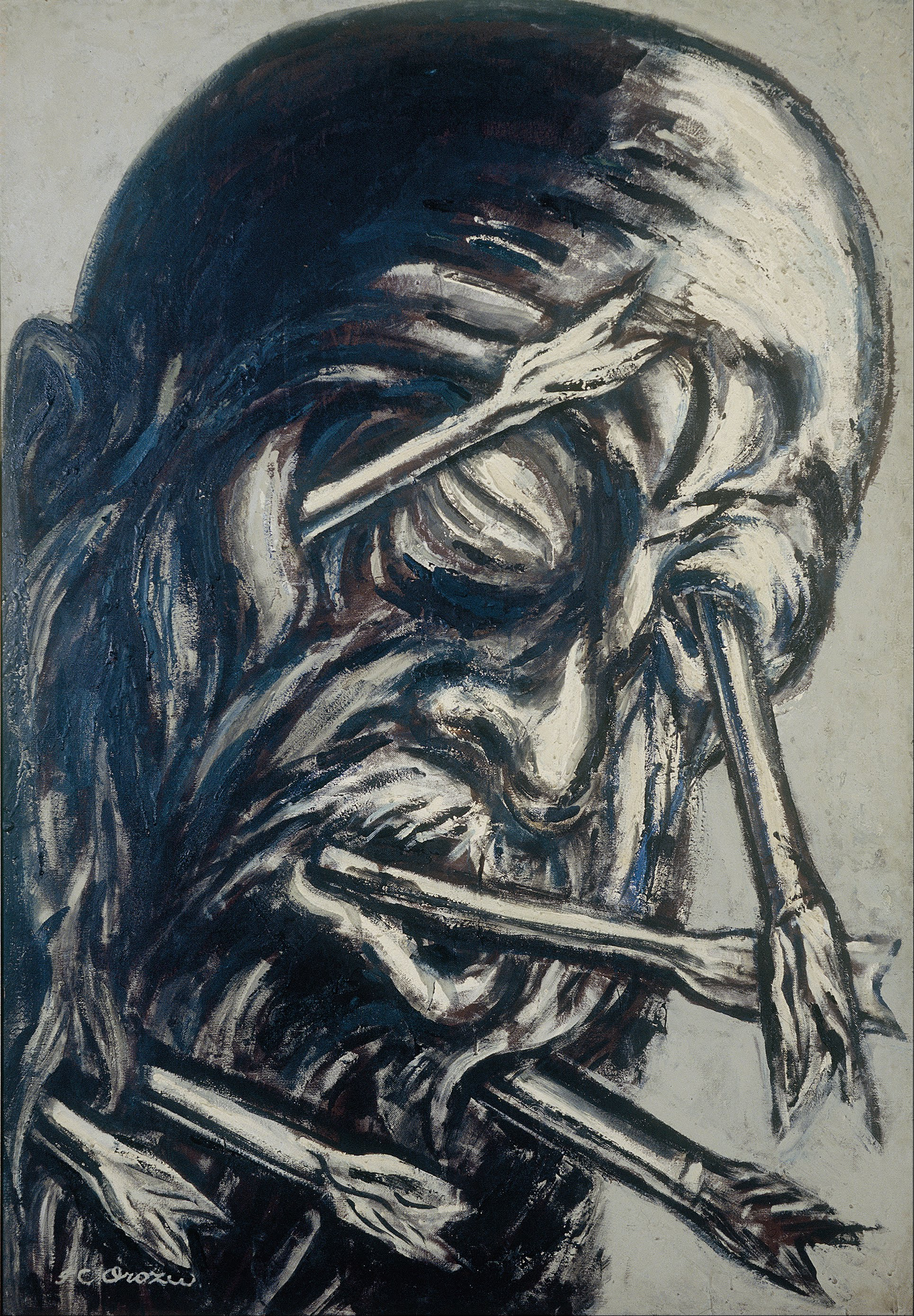
Cabeza flechada.
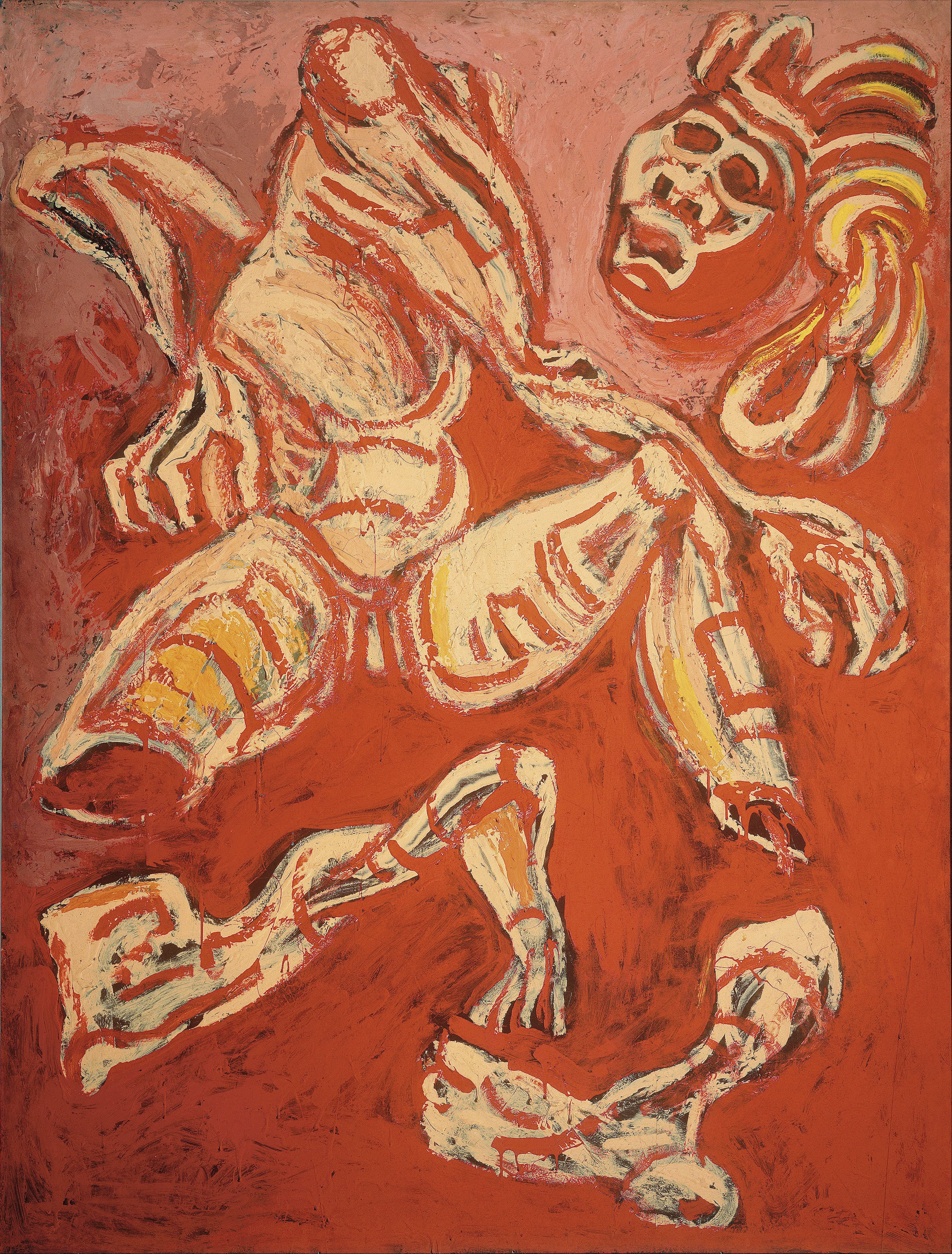
Hombre desmembrado.
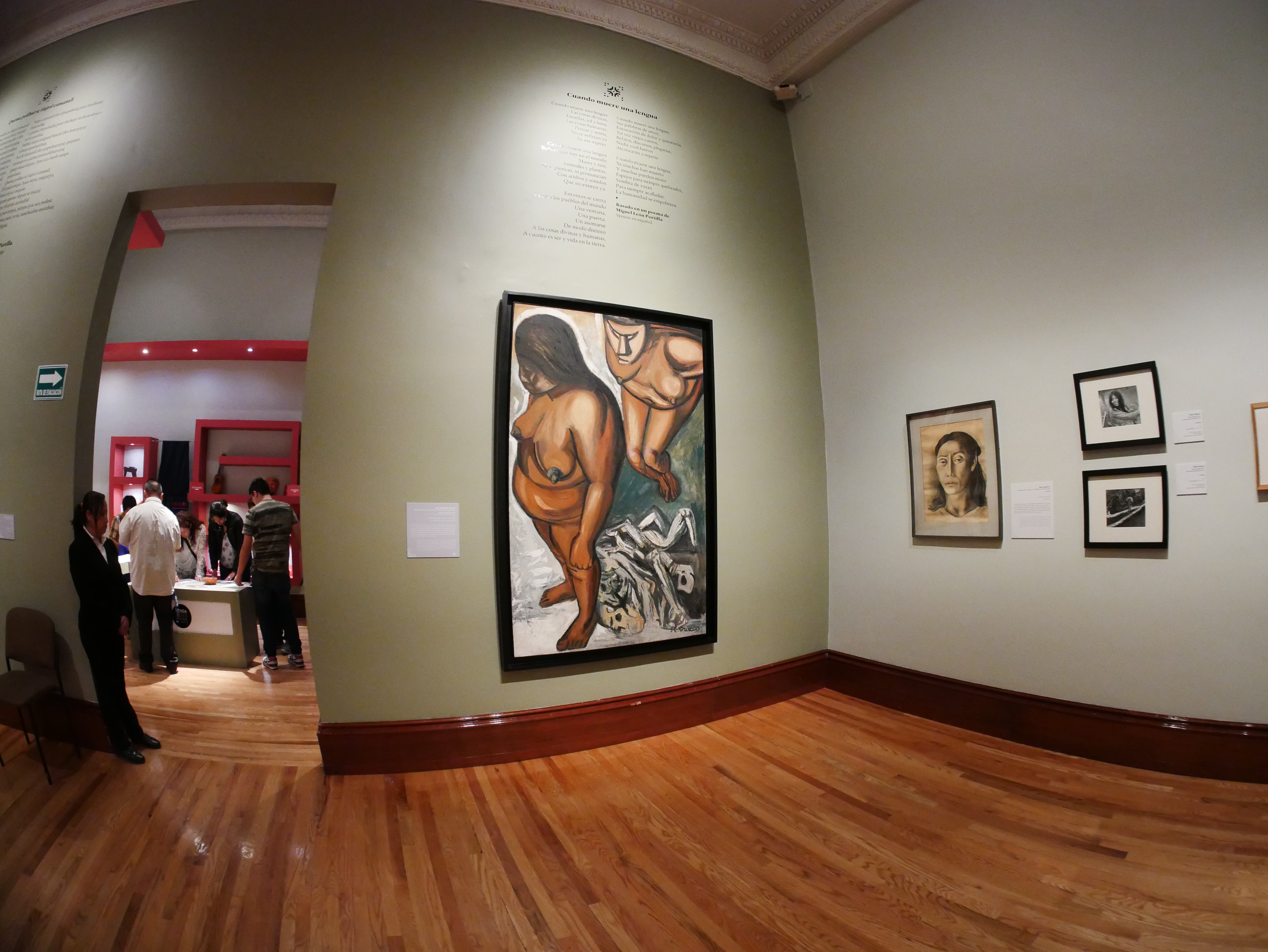
Mujeres indias, en el Museo Nacional de Arte.